# هربرت لافورد
 هربرت لافورد (انگلیسی: Herbert Lawford؛ زاده ۱۵ مهٔ ۱۸۵۱ درگذشته ۲۰ آوریل ۱۹۲۵) یک تنیس‌باز اهل انگلستان-اسکاتلند بود.